# Štefan Janšák
Štefan Janšák ( 14. září 1886, Osuské, Rakousko-Uhersko – 8. duben 1972, Bratislava, Československo) byl slovenský archeolog, diplomat, stavební odborník a spisovatel. Měl mnohostranné zájmy, ze svých mnohočetných cest zanechal množství zajímavých fotografií.

## Biografie
Pocházel z řemeslnicko-rolnické evangelické rodiny s úzkými kulturními a jazykovými vazbami na Čechy a Moravu. Jeho talent rozpoznal senický právník Štefan Fajnor, který ho podporoval v dalším studiu. Reálné gymnázium ukončil v Hodoníně, ve studiu pokračoval na Vysoké škole technické v Brně, kterou ukončil v roce 1914. Pro nemoc ho neodvedli do vojska a zůstal pracovat na technice v Brně jako asistent.
Již v roce 1907 publikoval v Lidových novinách články, které státní zástupce vyhodnotil jako pobuřování proti uherskému státu. Janšák byl celkově vězněn osm měsíců. Úzce spolupracoval se svým učitelem a sponzorem – poslancem uherského sněmu doktorem Pavlem Blahem.
Po roce 1918 se zapojil do politické činnosti. Vzápětí byl jmenován referenta pro veřejné práce na Šrobárově ministerstvu s plnou mocí pro správu Slovenska, kde zastupoval i P. Blaha na čele referátu pro zemědělství. V roce 1920 se jako hospodářský expert československé vlády zúčastnil Pařížské mírové konference. V letech 1921–1923 se za československou stranu podílel na přípravě obchodní smlouvy s Maďarskem, v letech 1938–1939 se účastnil práce Slovensko-maďarské delimitační komise.
Během meziválečného období zastával různé významné funkce. Byl předsedou Spolku československých inženýrů na Slovensku, členem předsednictva Obchodní a průmyslové komory v Bratislavě a Svazu slovenských průmyslníků. Významným státním úředníkem zůstal i po roce 1945. Byl pověřencem SNR a napomáhal při obnově válkou zničeného Slovenska. Své prožité dětství popsal v románech Boli časy boli… a Posledný suplikant.
Jak diplomat se zasloužil o rozvoj dobrých vztahů s Francií, jak překladatel překládal díla z francouzské literatury. Dlouhá léta byl předsedou společnosti Alliance Française v Bratislavě a podstatnou měrou se zasloužil o otevření gymnázia s francouzským vyučovacím jazykem v Bratislavě.
Patří k zakladatelům slovenské archeologie, zanechal množství archeologických nálezů (mj. je objevitelem keltského opevněného hradiště na vrchu Pohanská v roce 1928) z vykopávek ze Slovenska, jeho sbírka obsidiánů patří k největším v střední Evropě a je součástí Slovenského národního muzea v Martine.
Na sklonku života působil jako vědec a pedagog. Zemřel na následky těžké nemoci a je pohřben na hřbitově v Bratislavě.
V roce 1991 se stal nositelem Řádu Tomáše Garrigue Masaryka III. třídy in memoriam.

## Zajímavost
Život a dílo Štefana Janšáka prezentuje i dokumentární film z televizního cyklu Historická panorama – Štefan Janšák (Slovenská televize 1999, scénář Alena Bártlová, režie Fedor Bartko).

## Dílo
- Mierová smluva s Maďarmi. Niekoľko poznámok na maďarské požiadavky. (Tiskem Universum Kučera, 1920, 55 s.)
- Niektoré novoobjavené hradiská slovenské. (Sborník Muzeálnej Slovenskej Spoločnosti, ročník XXII, 1928)
- Slovenské hradiská z doby hallštattskej. (Sborník Muzeálnej Slovenskej Spoločnosti, sešit 1-2, roč. XXIII, 1929)
- Staré osídlenie Slovenska. (Sborník Muzeálnej Slovenskej Spoločnosti, sešit 1-2, roč. XXIV, 1930)
- Staré osídlenie Slovenska. (Sborník Muzeálnej Slovenskej Spoločnosti, sešit 1-2, roč. XXV, 1931)
- Staré osídlenie Slovenska. (Sborník Muzeálnej Slovenskej Spoločnosti, sešit 1-2, roč. XXVI, 1932)
- Slovensko v dobe uhorského feudalizmu. Bratislava: Československé zemedelské múzeum, 1932.
- Život Štefana Fajnora. Bratislava: Bibliotheka, 1935.
- Praveké sídliská s obsidiánovou industriou na východnom Slovensku. Bratislava: Učená společnost Šafárikova, 1935. 260 s.
- Umenie v živote Dr. Pavla Blahu. Bratislava: Justitia, 1944. 103 s.
- Lovci hlinených perál. Liptovský Mikuláš: Tranoscius, 1944. 131 s.
- Život Dr. Pavla Blahu. 2 sv. Trnava: Spolok sv. Vojtecha, 1947.
- Boli časy, boli..., Bratislava: Tatran, 1971.
- Posledný suplikant, Bratislava: Tatran, 1973.
- Brány do dávnoveku. Bratislava: Tatran, 1966. 299 s. [Druhé vydání: Bratislava: Tatran, 1986. 196 s.]
- Súčasníci o Trianone. Deák, Ladislav (ed.). Bratislava: Kubko Goral, 1996. 64 s.
- Vstup Slovákov medzi slobodné národy. Bratislava Vydavateľstvo Spolku slov. spisovateľov, 2006. ISBN 80-8061-259-5
- Tri literárne portréty: Ján Petrikovich, Andrej Halaša, Július Bodnár. Martin: Vydavateľstvo Matice slovenskej, 2015. 119 s. ISBN 978-80-8115-222-1